# Gamkonora
Gamkonora (indonez. Gunung Gamkonora), także: Gamkunora, Gammacanore, Gamkunoro – stratowulkan położony na wyspie Halmahera w archipelagu Moluków we wschodniej Indonezji. W okresie od 1564 do 1989 doszło do dwunastu erupcji wulkanu.